# Mondes en développement
Mondes en développement est une revue trimestrielle qui traite du développement économique à l'échelle mondiale. Fondée en 1973 par l'économiste français François Perroux, elle est accessible en version électronique.

## Présentation
À la fois francophone et anglophone, elle réunit des contributions d'auteurs réputés internationalement dans des domaines aussi variés que l'économie, les sciences et techniques, la géographie, la santé , etc.,.
Cette revue est publiée par l'éditeur universitaire De Boeck  (ISSN 0302-3052) et ses articles sont notamment disponibles sur le portail Cairn.
Mondes en développement est fondée en 1973 par l'économiste français François Perroux. Après avoir perdu en 1968 la direction de l'Institut du développement économique et social (IEDES) et de la revue Tiers-Monde, il décide de fonder une nouvelle revue, appuyée sur le Centre des hautes études du développement (CHEID), l’Association Tiers-Monde (ATM) et l’Institut de sciences économiques appliquées (ISEA). Elle a un caractère international dès son premier numéro, qui comprend des articles en anglais, en espagnol et en français.
François Perroux dirige la revue de 1973 de 1982. Les articles sont publiés par des économistes, des géographes, des politistes, des diplomates et des militaires et concernent différentes régions du monde, l'Asie étant dominante. La seconde période de la revue dure de 1982 à 1997. Elle est alors dirigée conjointement par François Perroux, René Gendarme et André Philippart, devient franco-belge et consacre plus d'articles à la mondialisation en cours et à l'Afrique. La revue est ensuite dirigée par M. Rogalski (1997-2002), puis par Hubert Gérardin avant d'avoir une direction collective, assurée par Bruno Boidin, Géraldine Froger, Fabienne Leloup et Laurence Roudart. Elle aborde des thèmes novateurs comme la corruption,  l’économie de la connaissance, le développement local ou les catastrophes.